# Brión (La Corogne)
Pour les articles homonymes, voir Brion.

Brión est une commune de la province de La Corogne en Espagne située dans la communauté autonome de Galice.